# ТЭЦ Здешовице
ТЭЦ Здзешовице – теплоэлектроцентраль на юге Польши, за шесть десятков километров на северо-запад от Катовиц.
Расположенный в Здзешовицах коксохимический завод имеет свою ТЭЦ, оснащенную тремя паровыми котлами OPG-140, поставленными в 1974 (два) и 1993 годах рацибужской компанией «Rafako». Они рассчитаны на сжигание угля и коксового газа, большие объемы которого производятся в основном технологическом процессе завода.
От котлов питаются три паровые турбины: установленная в 1975 году Siemens EHNG 40/32 UP мощностью 18 МВт, запущенная в 1976 году Siemens EHNK 50/56 UP мощностью 25 МВт и установленная в 1997 году ABB VE 63 UK с показателем 32 МВт, поставленная из чешского Брно.